# Otto Schimmelpenninck van der Oije
Otto Schimmelpenninck van der Oije (Utrecht, Países Bajos, 28 de agosto de 1982) es un bajista neerlandés. Es reconocido por ser el bajista de la banda de metal sinfónico Delain.

## Carrera musical
Otto demostró interés por la música a temprana edad, comenzando a tocar el bajo a los 14 años. Pocos años después, el año 1997 ingresa a la banda de melodic death metal Detonation, con la que grabó tres álbumes de estudio, hasta que abandonó la agrupación para incorporarse a Delain el 2010, banda en la que permaneció hasta febrero del 2021, y en donde además de tocar el bajo, realizaba las voces guturales en sus presentaciones en vivo.

## Instrumentos
Utiliza Modulus Q5 and Q6 basses, Radial JDV, Sansamp RBI, Sansamp PSA, Line6 G90 wireless system, Variphone in-ears.

## Discografía

### Delain
Álbumes de estudio
- We Are the Others (2012)
- Interlude (2013)
- The Human Contradiction (2014)
- Moonbathers (2016)
- Apocalypse & Chill (2020)

EP
- Lunar Prelude (2016)
- Hunter's Moon (2019)

### Detonation
Álbumes de estudio
- An Epic Defiance (2002)
- Portals to Uphobia (2005)
- Emission Phase (2007)
- Emission Phase (2011)

EP y Demos
- Promo 1998 (Demo, 1998)
- Lost Euphoria (EP, 2000)
- Promo 2001 (Demo, 2001)